# World Professional Darts Championship 1982
De Embassy World Professional Darts Championship 1982 was de 5e editie van het internationale dartstoernooi World Professional Darts Championship georganiseerd door de BDO en werd gehouden van 9 januari 1982 tot en met 16 januari 1982 in het Engelse Stoke-on-Trent.

## Prijzengeld
Het totale prijzengeld bedroeg £28.000,- (plus £32.000 voor een 9-darter (niet gewonnen)) en was als volgt verdeeld:
| Plaats        | Prijzengeld |
| ------------- | ----------- |
| Winnaar       | £6.500      |
| Runner-up     | £3.000      |
| Derde plaats  | £2.000      |
| Vierde plaats | £1.500      |
| Kwartfinalist | £1.000      |
| 2e ronde      | £600        |
| 1e ronde      | £350        |
| Voorronde     | £100        |

Degene met de hoogste check-out (uitgooi) kreeg £600:
- onbekend

## Alle wedstrijden

### Voorronde (best of 3 sets)
| Paul Lim           | Singapore                | - | Dennis Hickling   | Engeland      | 2 - 1 |
| Barry Atkinson     | Australië                | - | Steve Brennan     | Noord-Ierland | 0 - 2 |
| Alistair Forrester | Schotland                | - | Tony Holyoake     | Canada        | 2 - 0 |
| Les Capewell       | Engeland                 | - | Tony Jenkinson    | Engeland      | 2 - 0 |
| Patrick McGorrigan | Ierland                  | - | David Miller      | USA           | 0 - 2 |
| Bob Sinnaeve       | Canada                   | - | Harry Patterson   | Schotland     | 2 - 1 |
| Len Heard          | USA                      | - | Rab Smith         | Schotland     | 0 - 2 |
| Jerry Umberger     | USA                      | - | Andy Green        | USA           | 1 - 2 |
| Alan Glazier       | Engeland                 | - | Alan Hill         | Nieuw-Zeeland | 2 - 1 |
| Kevin Mullaney     | USA                      | - | Ray Kippari       | Canada        | 1 - 2 |
| Frank Palko        | Australië                | - | Finn Jensen       | Denemarken    | 0 - 2 |
| Kevin White        | Australië                | - | Brent Bartholomew | Nieuw-Zeeland | 2 - 1 |
| Angus Ross         | Schotland                | - | Selly Tain        | PNG           | 2 - 0 |
| Joe Dodd           | Engeland                 | - | William Dalzell   | Noord-Ierland | 2 - 1 |
| Paul Reynolds      | Engeland                 | - | Tim Brown         | Australië     | 1 - 2 |
| Luc Marreel        | België                   | - | Verdan Crane      | Hongkong      | 2 - 1 |
| Billy Mateer       | Noord-Ierland            | - | Dave Whitcombe    | Engeland      | 0 - 2 |
| Manfred Hegmann    | Bondsrepubliek Duitsland | - | Gordon Allpress   | Nieuw-Zeeland | 1 - 2 |
| Colin Rice         | Bondsrepubliek Duitsland | - | Alan Evans        | Wales         | 1 - 2 |
| John Kramer        | USA                      | - | Raymond Rogers    | Noord-Ierland | 2 - 0 |
| Shing-Wai Chan     | Hongkong                 | - | Doug McCarthy     | Engeland      | 0 - 2 |
| Richard Lee        | Singapore                | - | Nicky Virachkul   | USA           | 1 - 2 |
| Terry O'Dea        | Australië                | - | Daniel Morris     | PNG           | 2 - 0 |
| Bill Lennard       | Engeland                 | - | Ian Koati         | PNG           | 2 - 0 |

### Eerste ronde (best of 3 sets)
| Dave Whitcombe  | Engeland      | - | Paul Lim           | Singapore     | 2 - 0 |
| Steve Brennan   | Noord-Ierland | - | Eric Bristow       | Engeland      | 2 - 0 |
| Luc Marreel     | België        | - | Alistair Forrester | Schotland     | 2 - 1 |
| Stefan Lord     | Zweden        | - | Les Capewell       | Engeland      | 2 - 0 |
| David Miller    | USA           | - | Gordon Allpress    | Nieuw-Zeeland | 2 - 1 |
| Tony Brown      | Engeland      | - | John Kramer        | USA           | 2 - 0 |
| Alan Evans      | Wales         | - | Bob Sinnaeve       | Canada        | 2 - 1 |
| Jocky Wilson    | Schotland     | - | Rab Smith          | Schotland     | 2 - 0 |
| Doug McCarthy   | Engeland      | - | Jerry Umberger     | USA           | 2 - 0 |
| Bobby George    | Engeland      | - | Alan Glazier       | Engeland      | 2 - 1 |
| Nicky Virachkul | USA           | - | Ray Kippari        | Canada        | 2 - 0 |
| Cliff Lazarenko | Engeland      | - | Finn Jensen        | Denemarken    | 2 - 0 |
| Terry O'Dea     | Australië     | - | Kevin White        | Australië     | 2 - 0 |
| Angus Ross      | Schotland     | - | Leighton Rees      | Wales         | 2 - 0 |
| Joe Dodd        | Engeland      | - | Tim Brown          | Australië     | 2 - 1 |
| John Lowe       | Engeland      | - | Bill Lennard       | Engeland      | 2 - 0 |

### Tweede ronde (best of 3 sets)
| Dave Whitcombe  | Engeland  | - | Steve Brennan   | Noord-Ierland | 0 - 2 |
| Luc Marreel     | België    | - | Stefan Lord     | Zweden        | 1 - 2 |
| David Miller    | USA       | - | Tony Brown      | Engeland      | 2 - 0 |
| Alan Evans      | Wales     | - | Jocky Wilson    | Schotland     | 1 - 2 |
| Doug McCarthy   | Engeland  | - | Bobby George    | Engeland      | 1 - 2 |
| Nicky Virachkul | USA       | - | Cliff Lazarenko | Engeland      | 2 - 0 |
| Terry O'Dea     | Australië | - | Angus Ross      | Schotland     | 2 - 0 |
| Joe Dodd        | Engeland  | - | John Lowe       | Engeland      | 0 - 2 |

### Kwartfinale (best of 7 sets)
| Steve Brennan | Noord-Ierland | - | Stefan Lord     | Zweden    | 0 - 4 |
| David Miller  | USA           | - | Jocky Wilson    | Schotland | 0 - 4 |
| Bobby George  | Engeland      | - | Nicky Virachkul | USA       | 4 - 1 |
| Terry O'Dea   | Australië     | - | John Lowe       | Engeland  | 1 - 4 |

### Halve finale (best of 7 sets)
| Stefan Lord  | Zweden   | - | Jocky Wilson | Schotland | 0 - 4 |
| Bobby George | Engeland | - | John Lowe    | Engeland  | 1 - 4 |

### Derde plaats (best of 3 sets)
| Stefan Lord | Zweden | - | Bobby George | Engeland | 2 - 1 |

### Finale (best of 9 sets)
| Jocky Wilson | Schotland | - | John Lowe | Engeland | 5 - 3 |

World Cup Darts (WDF)

1977 · 1979 · 1981 · 1983 · 1985 · 1987 · 1989 · 1991 · 1993 · 1995 · 1997 · 1999 · 2001 · 2003 · 2005 · 2007 · 2009 · 2011 · 2013 · 2015 · 2017 · 2019 · 2021 · 2023
World Darts Championship (BDO)

1978 · 1979 · 1980 · 1981 · 1982 · 1983 · 1984 · 1985 · 1986 · 1987 · 1988 · 1989 · 1990 · 1991 · 1992 · 1993 · 1994 · 1995 · 1996 · 1997 · 1998 · 1999 · 2000 · 2001 · 2002 · 2003 · 2004 · 2005 · 2006 · 2007 · 2008 · 2009 · 2010 · 2011 · 2012 · 2013 · 2014 · 2015 · 2016 · 2017 · 2018 · 2019 · 2020
World Darts Championship (PDC)

1994 · 1995 · 1996 · 1997 · 1998 · 1999 · 2000 · 2001 · 2002 · 2003 · 2004 · 2005 · 2006 · 2007 · 2008 · 2009 · 2010 · 2011 · 2012 · 2013 · 2014 · 2015 · 2016 · 2017 · 2018 · 2019 · 2020 · 2021 · 2022 · 2023 · 2024 · 2025
World Darts Championship (WDF)

2022 · 2023 · 2024
World Seniors Darts Championship (WSDT)

2022 · 2023 · 2024 · 2025